# Jürgen Wassmuth
Jürgen Wassmuth (* 20. Februar 1955 in Balve) ist ein deutscher Fotograf.

## Leben
Jürgen Wassmuth studierte zunächst Wirtschaftswissenschaften, bevor er den Studiengang Foto-Design an der Fachhochschule Dortmund, unter anderem bei Ulrich Mack und Pan Walther, begann. Nach dem erfolgreichen Abschluss folgen weitere Studien an der Parsons School of Design in New York bei Benedict J. Fernandez.
Später wurde er Dozent an der Parsons School of Design in Paris und New York und führte zahlreiche Workshops an der Fachhochschule Dortmund, der Universität in Moskau, der Universität in Guadalajara, Mexiko und der Ecole Superieur d’Arts in Metz durch, über und mit Kunst, Kommunikation und Fotografie.
2015 gründete er mit Carmen Kubitz und Martin Timm die FotoKunstAkademie WennHeldenReisen. Jürgen Wassmuth ist Mitglied der Deutschen Gesellschaft für Photographie und lebt in Dießen am Ammersee.

## Werke und Schaffen
Werke von Wassmuth finden sich in der Sammlung des Museum Ludwig, im Hoesch-Museum und dem Museum für Kunst- und Kulturgeschichte Dortmund, dem Ruhr-Museum Essen, der Leica-Galerie Wetzlar, und dem Lehmbruck Museum Duisburg.

## Ausstellungen
- 1990:	Museum für Kunst- und Kulturgeschichte der Stadt Dortmund New York Romance[3]
- 1992:	Wilhelm-Lehmbruch-Museum, Duisburg + Konrad-Adenauer-Stiftung, Bonn, Transformance, Performance mit Barbara Heinisch[3]
- 1994–1999: Harenberg City Center, Dortmund 55 aus Dortmund
- 1995: Leica Galerie, Wetzlar Merkwürdige Ansichten
- 1999: Konzert für Photographie und Piano-Solo: Alles ist Wasser
- 2000: Hoboken Almanac Gallery, New York Manhattan Project
- 2001: Museum für Kunst- und Kulturgeschichte der Stadt Dortmund Dortmund forever
- 2002: Hoboken Almanac Gallery, New York New York-Moscow, American Spirit an russian soul
- 2005: Museum am Ostwall, Dortmund Gestalt der Zeit[4]
- 2005:	Collection Dobermann, Normandie Vision Panoramique
- 2005:	GEA, Bochum Wunder Land Sicht
- 2006: Leica Galerien Solms und Frankfurt/Main Lightpainting
- 2006:	Hoesch-Museum, Dortmund Stahlarbeiter[3]
- 2007:	Dortmund Energie und Wasser Kathedralen
- 2007: Hoboken Almanac Gallery, New York Metropolis-Portfolios
- 2007:	Torhaus Rombergpark, Dortmund Auf dem Weg
- 2008:	Art-Fabrik, Wuppertal, Die seltsame Gleichheit des Seins
- 2010: Kunstwerk Nippes, Fotoszene Köln, Pimp the timp
- 2011: Kunstwerk Nippes, Köln, CITY-BLUES, Parallelansichten Moskau-New York
- 2013: Pixelprojekt Ruhr, Stahlarbeiter
- 2015: Weithorn Galerie, Düsseldorf, GETROFFEN Künstlerprominenz im Portrait
- 2015: KOLGA Foto-Festival, Tiflis, Georgien, CITY-BLUES
- 2016: BLAUES HAUS, Dießen, BLAU Künstler vom Ammersee
- 2016: WennHeldenReisen Akademie, Dießen, Das geheime Leben der Pflanzen
- 2018: LeicaGalerie Salzburg, „Eternity“
- 2019: Schloß Kempfenhausen, Starnberg, „Lebensspuren – Menschen am See“

## Werke (Auswahl)
- Maren Martell (Autor), Jürgen Wassmuth (Autor, Fotograf), Carmen Kubitz (Fotograf): Lebensspuren: Menschen am See,  Buch&Media, 2019, ISBN 978-3-96233-101-6
- Porträt und Reportage: Der lauschende Blick, mitp, 2013, ISBN 978-3-8266-9449-3
- Norbert Beleke (Herausgeber), Rainer Wanzelius (Autor), Jürgen Wassmuth (Fotograf): Metropole Dortmund: Stadt – Land – Zukunft , Beleke, 2008, ISBN 978-3-8215-0565-7
- Traumziel Toskana, Bruckmann, 2001, ISBN 978-3-7654-3669-7
- Gregor Spohr (Autor), Jürgen Wassmuth (Autor), Corneel Voigt (Autor): Dortmund, Pomp, 1996, ISBN 978-3-89355-135-4